# Десислава Бошнакова
Десислава Любомирова Бошнакова е професор по връзки с обществеността в НБУ . Собственичка е на ПР агенция „ROI Communication“.

## Биография
Родена е на 26 март 1971 г. в София.
В началото на професионалната си дейност работи като стюардеса. Работила е като журналистка, редакторка в печатни и електронни медии. 
През 2005 г. е доктор по политически науки, а през 2009 г. е доцент по политически науки. Завършва магистратура по театрална режисура в НБУ. От 2019 г. е ръководител на департамент "Медии и комуникация".
Преподавателка по ПР в НБУ от 1999 година, издателка, собственичка на ПР агенция ROI Communication, авторка в списание „Мениджър“ и също така е кураторка на TEDxNBU.
От 15 ноември 2010 г. до 2011 г. е заместник-ректор, отговарящ за ПР и международна дейност на Нов български университет. 
Била и член на УС на БДВО в периода 1999 – 2006 г. Наградена е през 2010 г. от БДВО за принос в развитието на PR професията в България.
Тя е активен блогър в своя собствен сайт. 
Има подкаст "Бошлаф" от 2019 година насам.
Омъжена, майка на две деца. Живее в град София.